# Shingo Tomita
Shingo Tomita (富田 晋伍?, Tomita Shingo; Tochigi, 20 giugno 1986) è un ex calciatore giapponese, di ruolo centrocampista.

## Carriera
Shingo Tomita ha trascorso l'intera carriera professionistica con la maglia del Vegalta Sendai, club giapponese in cui ha militato dal 2005 al 2022. In diciotto stagioni ha totalizzato 440 presenze ufficiali e realizzato 5 reti, affermandosi come uno dei calciatori più rappresentativi della storia del club.
Ha annunciato il ritiro dal calcio giocato nel 2023, concludendo così una lunga carriera da centrocampista centrale, apprezzato per la sua costanza e affidabilità.